# Liste der geschützten Landschaftsbestandteile in Friedrichsthal (Saar)
Die Liste der geschützten Landschaftsbestandteile in Friedrichsthal (Saar) nennt die geschützten Landschaftsbestandteile in Friedrichsthal (Saar) im Regionalverband Saarbrücken im Saarland. Geschützte Landschaftsbestandteile sind Elemente aus der Natur und Landschaft, die zur Erhaltung, Wiederherstellung und Entwicklung unter Schutz gestellt werden. Weitere Bedeutung haben sie als Habitate für bestimmte wild lebende Tier- und Pflanzenarten.

## Liste
| Bild | Bezeichnung                  | Ort                   | Beschreibung                                     | Fläche (ha) | Koord.                         | Kennung alte Kennung           |
| ---- | ---------------------------- | --------------------- | ------------------------------------------------ | ----------- | ------------------------------ | ------------------------------ |
|      | 4 Traubeneichen              | Friedrichsthal (Saar) | Bildstock, Kreuzung Illinger Str. / Siedlerstr.  |             | 49° 19′ 59,2″ N, 7° 5′ 11″ O   | GLB-153-RVS-FRI D 5.05.001 GLB |
|      |                              | Friedrichsthal (Saar) | Einzelbaum. Baum wurde im Frühjahr 2008 gefällt. |             | 49° 19′ 31,4″ N, 7° 6′ 6,8″ O  | GLB-154-RVS-FRI D 5.05.002 GLB |
|      | 1 Stieleiche (Bismarckeiche) | Friedrichsthal (Saar) | Bismarckstr., vor der evang. Kirche              |             | 49° 19′ 28,2″ N, 7° 5′ 42,7″ O | GLB-155-RVS-FRI D 5.05.003 GLB |